# Taleporia cawthronella
Taleporia cawthronella är en fjärilsart som beskrevs av Alfred Philpott 1921. Taleporia cawthronella ingår i släktet Taleporia och familjen säckspinnare. Inga underarter finns listade i Catalogue of Life.